# Élections municipales de 2014 à Grenoble
Les Élections municipales françaises de 2014 se déroulent les 23 et 30 mars à Grenoble. Éric Piolle est élu maire le 4 avril 2014 par le nouveau conseil municipal avec 50 voix contre 7 à Matthieu Chamussy et 2 à Mireille d'Ornano.

## Mode de scrutin
Le mode de scrutin à Grenoble est celui des villes de plus de 1 000 habitants : la liste arrivée en tête obtient la moitié des 59 sièges du conseil municipal. Le reste est réparti à la proportionnelle entre toutes les listes ayant obtenu au moins 5 % des suffrages exprimés. Un deuxième tour est organisé si aucune liste n'atteint la majorité absolue et au moins 25 % des inscrits au premier tour. Seules les listes ayant obtenu aux moins 10 % des suffrages exprimés peuvent s'y présenter. Les listes ayant obtenu au moins 5 % des suffrages exprimés peuvent fusionner avec une liste présente au second tour. 31 des 59 conseillers municipaux élus siègent au sein du conseil de Grenoble Alpes Métropole.

## Résultats précédents
| Tête de liste  | Tête de liste          | Partis                       | Premier tour | Premier tour | Second tour | Second tour | Sièges | Sièges |
| Tête de liste  | Tête de liste          | Partis                       | #            | %            | #           | %           | #      | %      |
| -------------- | ---------------------- | ---------------------------- | ------------ | ------------ | ----------- | ----------- | ------ | ------ |
|                | Michel Destot          | PS - MoDem - PCF - MRC - PRG | 19 011       | 42,73        | 20 959      | 48,01       | 44     | 74,58  |
|                | Jean-Philippe Motte    | DVG                          | 2 942        | 6,61         | 20 959      | 48,01       | 44     | 74,58  |
|                | Fabien de Sans Nicolas | UMP et alliés                | 12 442       | 27,97        | 12 877      | 29,50       | 9      | 15,25  |
|                | Maryvonne Boileau      | Les Verts - Les Alternatifs  | 6 925        | 15,57        | 9 819       | 22,49       | 6      | 10,17  |
|                | Mazdak Kafai           | LCR                          | 2 071        | 4,66         |             |             |        |        |
|                | Catherine Brun         | LO                           | 635          | 1,43         |             |             |        |        |
|                | Jean-Pierre Doujon     | PT                           | 460          | 1,03         |             |             |        |        |
| Inscrits       | Inscrits               | Inscrits                     | 84 345       | 100,00       | 84 345      | 100,00      | 59     | 100,00 |
| Abstention     | Abstention             | Abstention                   | 38 539       | 45,69        | 39 642      | 47,00       |        |        |
| Votants        | Votants                | Votants                      | 45 806       | 54,31        | 44 703      | 53,00       |        |        |
| Blancs et nuls | Blancs et nuls         | Blancs et nuls               | 1 320        | 1,57         | 1 048       | 1,24        |        |        |
| Exprimés       | Exprimés               | Exprimés                     | 44 486       | 52,74        | 43 655      | 51,76       |        |        |

Les élections de 2008 sont marquées par la volonté d'inflexion vers le centre du maire sortant qui constitue une liste dans laquelle le MoDem est, après le PS, le parti le plus représenté. Trois élus ayant siégé dans l'opposition de droite entre 2001 et 2008 figurent également sur la liste de Michel Destot, dont Bernard Betto, ancien adjoint de son prédécesseur, Alain Carignon. Ce choix conduit à la fin de l'alliance entre le PS et l'ADES (association locale regroupant des sympathisants de gauche écologistes, antilibéraux, altermondialistes, etc. ), qui présente une liste autonome soutenue par les Verts et les Alternatifs. À droite, l'hypothèse d'une candidature d'Alain Carignon est écartée à la suite de sa lourde défaite aux législatives de 2007 face à Geneviève Fioraso  et c'est Fabien de Sans Nicolas qui est désigné candidat.
À l'issue du premier tour, la liste conduite par Michel Destot arrive en tête et fusionne avec la liste Divers gauche GO Citoyenneté menée par Jean-Philippe Motte. Les listes de la droite et de l'ADES sont également qualifiées pour le second tour. À ce dernier, la liste d'union de la gauche arrive en tête avec une majorité relative ce qui permet à Michel Destot, maire depuis 1995, d'être réélu pour un troisième mandat. La liste de l'ADES obtient un bon résultat mais se retrouve dans l'opposition tandis que la liste de droite est à un niveau historiquement bas.

## Contexte

### Droite
À droite, Matthieu Chamussy, devenu chef de file de l'opposition municipale à la suite du retrait progressif de Fabien de Sans Nicolas, qui ne siège plus au conseil municipal, ne cache pas ses ambitions mais l'absence d'un leadership fort et les divisions internes à l'UMP conduisent la fédération UMP de l'Isère à prévoir d'organiser des primaires ouvertes. Dans ce cadre des débats ont lieu au printemps 2013. Ils réunissent plusieurs candidats potentiels dont Denis Bonzy, ancien maire de Saint-Paul-de-Varces, ancien conseiller général et régional apparenté RPR, candidat UMP malheureux aux cantonales de 2008, Alain Carignon, Matthieu Chamussy et Benjamin Piton, responsable adjoint des Jeunes Actifs en Isère. 
Alors que le premier tour de la primaire est prévu le 6 octobre 2013, le président de l'UMP 38, Jean-Claude Peyrin, décide, fin août, à la surprise générale, de suspendre le processus et transmet le dossier aux instances nationales,,. Denis Bonzy prend alors la décision de mener une liste indépendante de l'UMP, décision qu'avait déjà prise l'ancien président de la CCI, Gilles Dumolard, qui avait pris sa carte à l'UMP en 2008. 
Le 7 octobre le Dauphiné libéré publie un sondage Ifop commandé par  Richard Cazenave et Matthieu Chamussy, qui montre un net rejet d'Alain Carignon par les électeurs. Les proches d'Alain Carignon dénoncent un sondage orienté. Le 8 octobre, la commission nationale d'investiture de l'UMP désigne Matthieu Chamussy pour conduire la liste et lui impose trois colistiers : Alain Carignon en 3e position, Benjamin Piton en 5e et Richard Cazenave en 7e. Le 12 octobre, Matthieu Chamussy annonce qu'il accepte l'investiture mais qu'il compte placer Alain Carignon et Richard Cazenave à des places éligibles uniquement en cas de victoire. Dans la journée Richard Cazenave accepte tandis qu'Alain Carignon refuse et réclame que l'investiture soit retirée à Matthieu Chamussy,. Dans la soirée Jean-Claude Peyrin déclare que la « décision irresponsable » de Matthieu Chamussy va lui faire perdre l'investiture,, ce qui est confirmé par Jean-François Copé le 15 octobre et contesté par Matthieu Chamussy, lequel annonce qu'il sera candidat quoi qu'il arrive, et par des proches de François Fillon,. Chamussy reçoit en novembre le soutien de la fédération iséroise de l'UDI. Le 27 novembre, la CNI confirme l'investiture de Matthieu Chamussy en échange de sa promesse de proposer la 9e place à Alain Carignon.
Au cours de l'automne, plusieurs membres de la liste de Gilles Dumolard quittent celle-ci en raison de sa ligne jugée trop droitière. Les colistiers restant accusent Denis Bonzy, qui a annoncé que sa propre liste est complète, d'être à l'origine de ces départs, ce qu'il dément. Le 5 décembre, Gilles Dumolard officialise sa décision de ne pas conduire de liste et affirme négocier son ralliement avec Denis Bonzy. Il annonce finalement le 7 février qu'il ne sera présent sur aucune liste.

### Majorité sortante
Au sein de la majorité municipale sortante, Michel Destot, après plusieurs mois de suspense,, annonce en septembre 2013 qu'il ne brigue pas un quatrième mandat de maire et qu'il soutient son premier adjoint, Jérôme Safar. 
Philippe de Longevialle, adjoint à l'urbanisme, affirme pendant l'été 2013 qu'il conduira une liste de rassemblement centriste au nom du MoDem, alors qu'il est en délicatesse avec ce parti depuis les régionales de 2010,. Il annonce par la suite qu'il conduira une liste « centriste » à l'écart des partis mais indique avoir le soutien du MoDem sur ses bulletins de vote et professions de foi.
GO Citoyenneté annonce le 21 novembre son choix de figurer dans la liste de Jérôme Safar dès le premier tour. Le MRC et le PRG confirment également soutenir le candidat socialiste.
Après avoir appelé dans un premier temps à constituer une liste Front de gauche, la section locale du PCF se prononce le 10 décembre en faveur d'une alliance avec le PS.

### EELV, PG et alliés
A Grenoble, les Verts, puis Europe Écologie Les Verts, ont une tradition d'alliance avec divers groupements locaux écologistes et de la gauche radicale. Après avoir soutenu le PS en 1995 pour gagner la ville, face au maire RPR sortant Alain Carignon, impliqué dans l'affaire Dauphiné News et qui sera ultérieurement condamné  à une peine de prison ferme, l'association locale ADES, regroupant écologistes et anticapitalistes, a présenté une liste autonome en 2008. Celle-ci avait obtenu 15 puis 22 % des suffrages exprimés après s'être maintenue au second tour face aux listes PS et UMP. Forts de leurs résultats aux européennes, aux régionales et aux cantonales, les écologistes sont confiants dans leur capacité à rassembler largement à gauche pour représenter une alternative au PS. 
Le Parti de gauche intègre le processus de constitution d'une alliance plus large le 21 novembre. Le 7 décembre, le conseiller régional EELV Éric Piolle prend la tête de la liste « Grenoble, une ville pour tous » dans le cadre de « Grenoble, une ville pour tous. Le rassemblement citoyen de la gauche et des écologistes » réunissant EELV, l'ADES, trois composantes du Front de gauche : le PG, la Gauche anticapitaliste et Les Alternatifs, ainsi que des citoyens engagés au sein du collectif Réseau citoyen.

### Front national
Mireille d'Ornano, candidate du FN, déclare en septembre 2013 que sa liste est complète.

## Têtes de liste

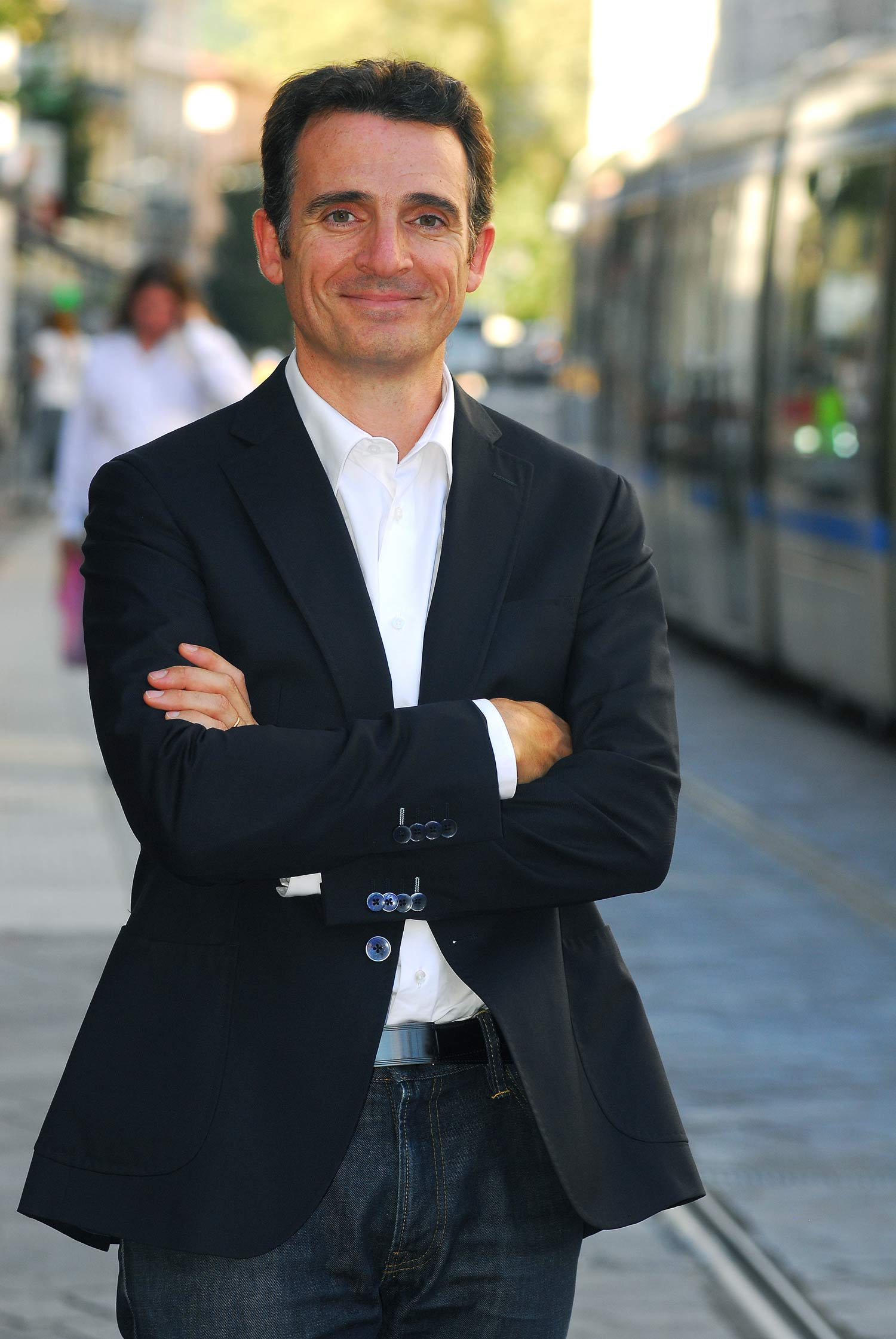
Éric Piolle Liste « Grenoble, une ville pour tous » (EELV - PG - Les Alternatifs - GA - ADES - Réseau Citoyen )
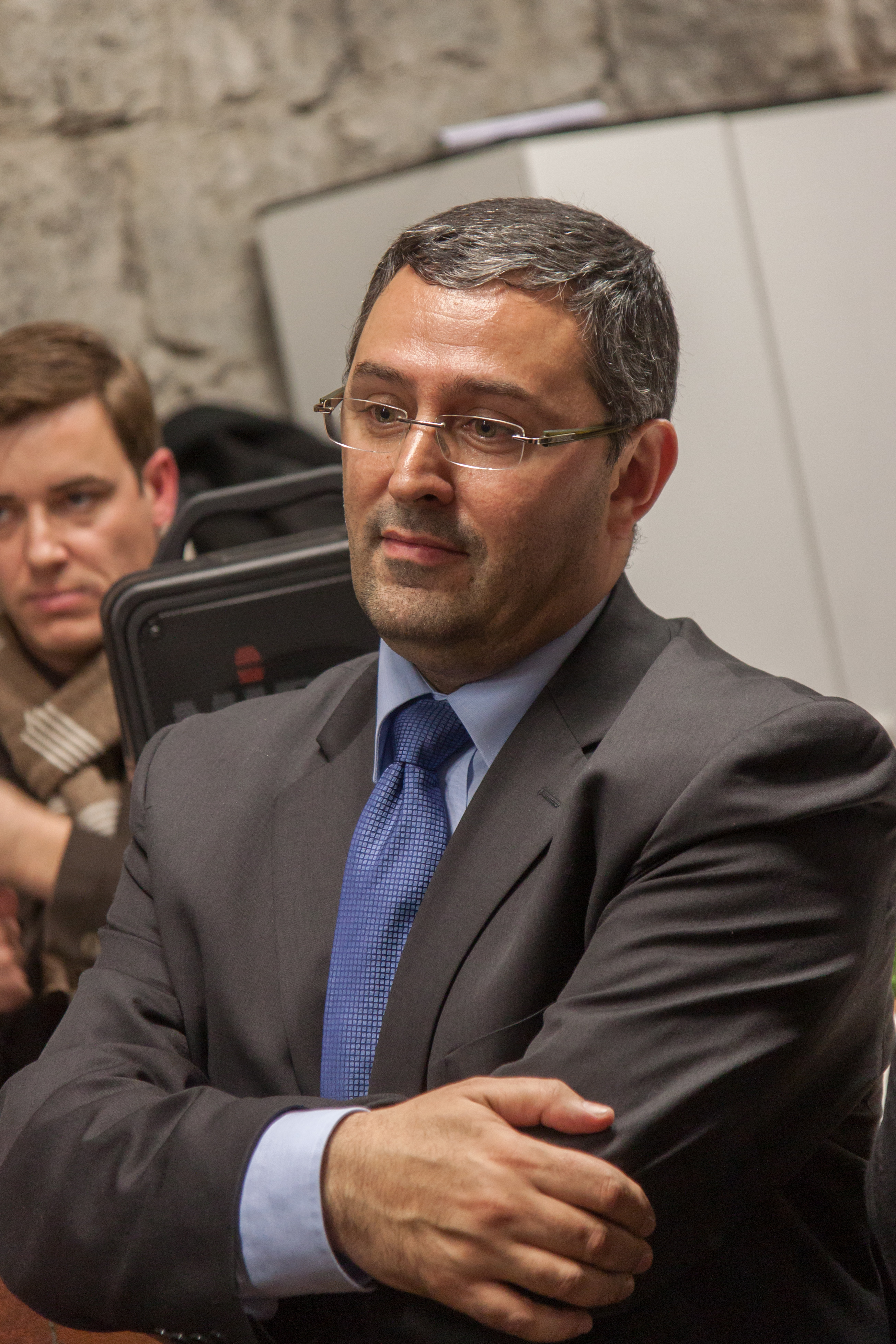
Jérôme Safar Liste « Aimer Grenoble pour vous » (PS[note 1] - PCF - Cap21 -  MRC - PRG - GE - GO Citoyenneté)
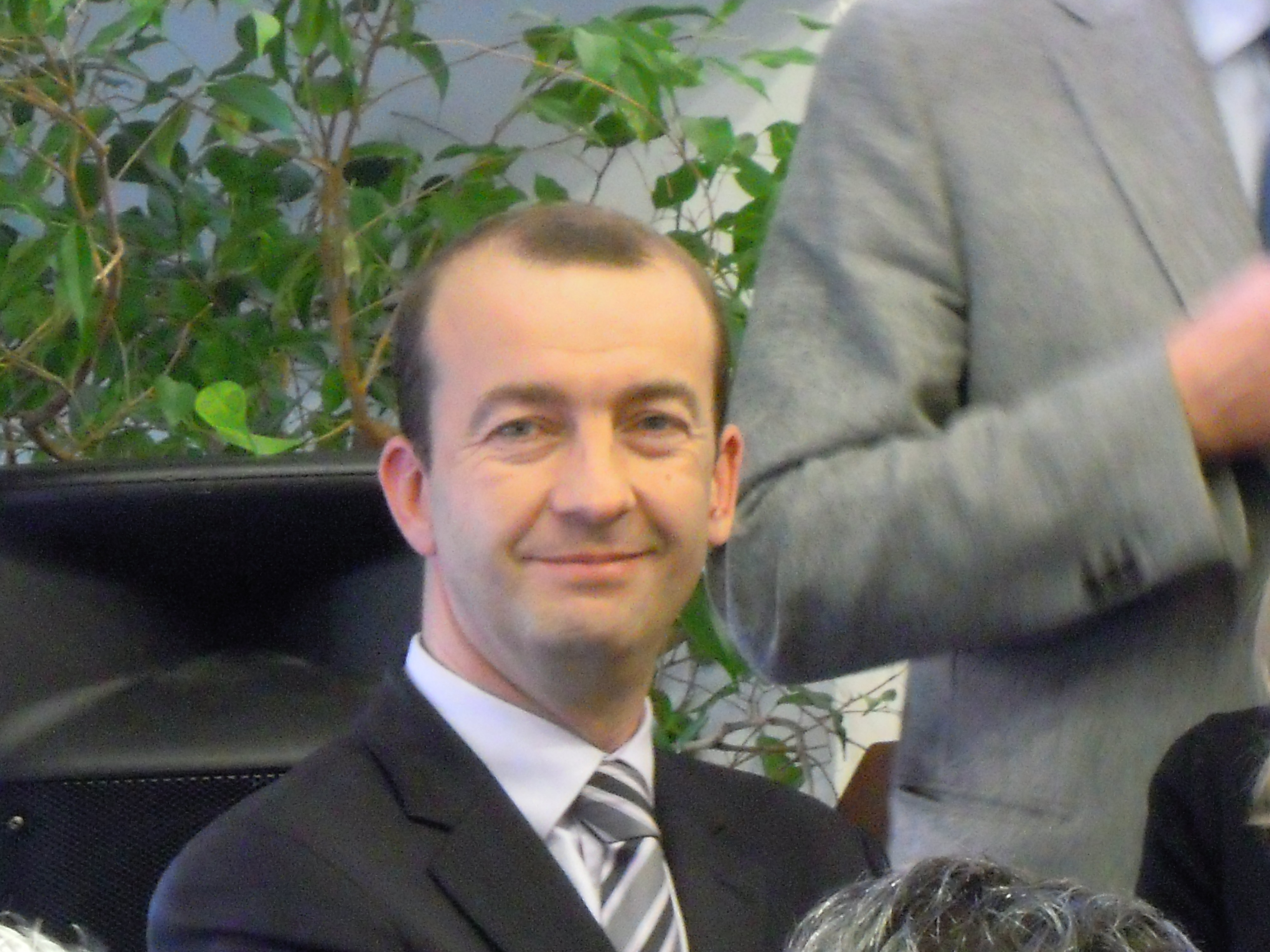
Matthieu Chamussy Liste « Croire en Grenoble » (UMP - UDI - AEI)
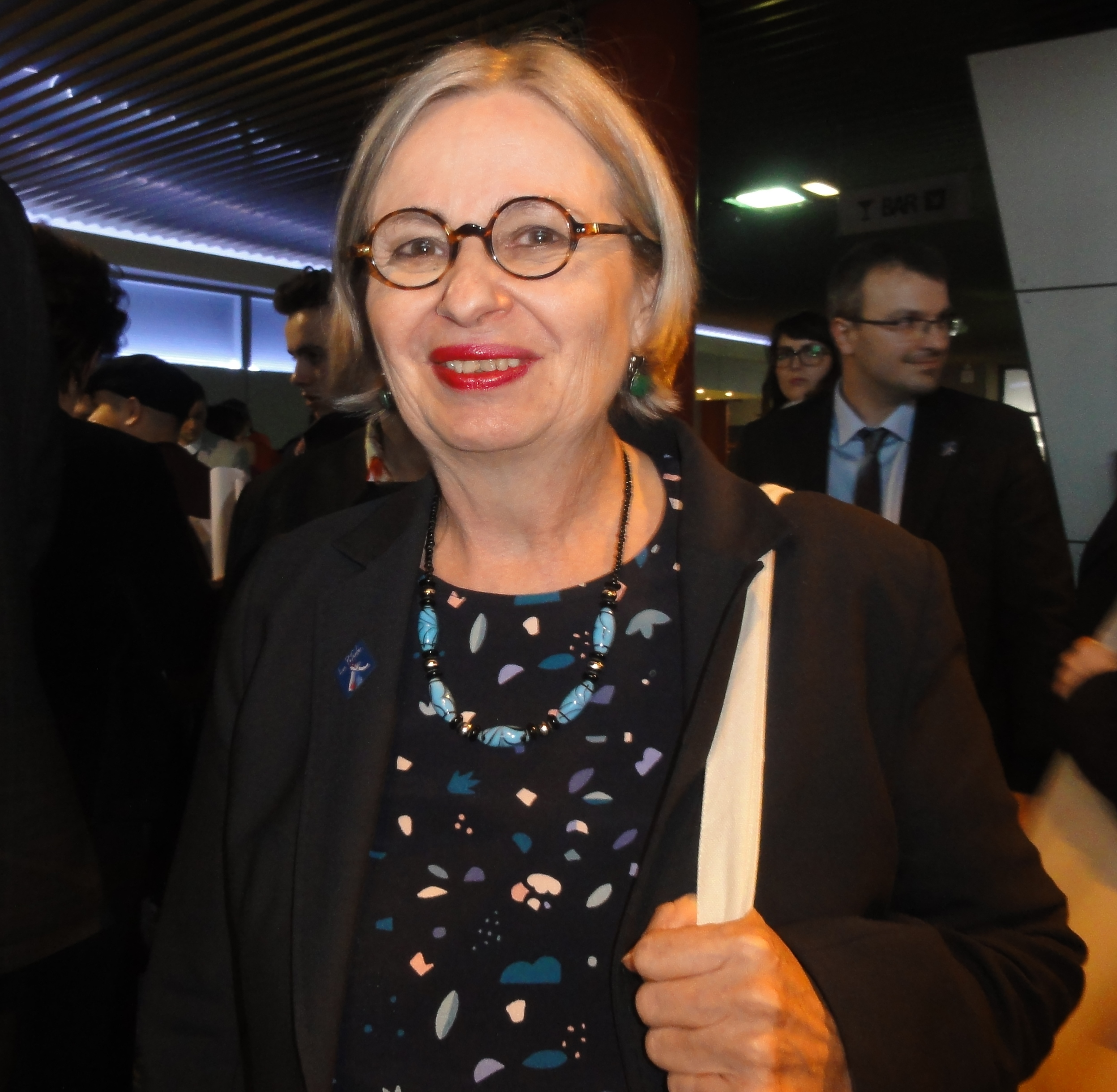
Mireille d'Ornano Liste « Grenoble Bleu Marine » (FN - RBM)
Philippe de Longevialle Liste « Imagine Grenoble » (MoDem)
Denis Bonzy Liste « Nous, Citoyens ! » (DVD)
Catherine Brun Liste « Faites entendre le camp des travailleurs » (LO)
Maurice Colliat Liste « Unité pour la défense des droits ouvriers et des services publics » (POI)

## Campagne
À partir du mois de novembre, les listes conduites par Matthieu Chamussy, Eric Piolle et Jérôme Safar commencent à distribuer des tracts sur les marchés et dans les boites aux lettres. Fin novembre, la gauche réagit vivement à la décision de l'UMP d'imposer la présence d'Alain Carignon sur la liste conduite par Matthieu Chamussy, rappelant les lourdes condamnations pénales de l'ancien maire.  
Début janvier 2014, Matthieu Chamussy, qui fait face au refus de plusieurs proches d'Alain Carignon de figurer sur sa liste, tels Michel Tavelle, Benjamin Piton et Adrien Fodil, ce dernier rejoignant la liste de Denis Bonzy, dévoile les premières mesures qu'il mettrait en place après son élection et annonce que son programme complet sera publié le 16 janvier. Denis Bonzy avait déjà rendu public l'intégralité de son programme dès l'été 2013. 
Le 13 janvier Jérôme Safar annonce le lancement de son site de campagne. Le même jour, Matthieu Chamussy annonce un recours devant la CNCCFP à la suite de propos de Michel Destot lors des vœux de la ville. 
Le 1er février, Jérôme Safar dénonce la présence sur cette liste d'un colistier qui aurait publié un tweet raciste à l'encontre de Christiane Taubira, ce que celui-ci dément tout en se retirant de la liste.
Début février, Éric Piolle et ses colistiers, qui bénéficient d'une couverture médiatique nationale significative,, dénoncent, comme Matthieu Chamussy et Mireille d'Ornano, la politique d'urbanisme menée par la majorité sortante. 
Le 24 février, Denis Payre vient soutenir Denis Bonzy. Le 27 février, Bruno Le Maire vient apporter son soutien à Matthieu Chamussy. Le 28 février, Martine Billard, Pascal Durand et Mohamed Mechmache participent à un meeting de soutien à Éric Piolle.
Le 1er mars, Philippe de Longevialle rend publique la liste qu'il conduit. Le 8 mars un débat réunit six des neuf candidats sur France 3 Alpes. Le 12 mars Hervé Morin vient soutenir la liste de Matthieu Chamussy. 
Le matin du 21 mars les militants de Matthieu Chamussy accrochent 10 000 tracts aux rétroviseurs des voitures.
Après les résultats du premier tour qui le placent en tête, Éric Piolle propose, le 24 mars, à Jérôme Safar de le rejoindre en fusionnant leurs deux listes  à proportion des pourcentages de ce tour. Ces résultats sont analysés par les médias comme un désaveu pour la droite, le parti socialiste et les instituts de sondages,. Le 25 mars Jérôme Safar reçoit le soutien de Philippe de Longevialle, éliminé à l'issue du premier tour, et maintient sa liste. Les instances nationales du PS lui retirent en conséquence l'investiture du parti. Matthieu Chamussy, qui annonce le même jour le soutien de Gilles Dumolard à sa liste, invite Éric Piolle à un débat face à face, considérant que la droite a une chance historique de gagner Grenoble et que Jérôme Safar et Mireille d'Ornano sont hors course. Le 26 mars, les quatre candidats encore en lice débattent sur France Bleu Isère et Radio Campus Grenoble et abordent les discussions de l'entre-deux-tours, la fiscalité, la présidence de la Métro, les partenariats public-privé, l'élargissement de l'A480 et la sécurité. Le 27 mars Christiane Taubira annule un déplacement de soutien à Éric Piolle. Ce même jour, un débat télévisé réunit les quatre candidats sur France 3 Alpes. Le lendemain, dernier jour de la campagne électorale, le passager d'une camionnette fait chuter Éric Piolle d'un coup de pied alors que celui-ci circule à vélo. Il n'est pas blessé mais l'acte est condamné par ses concurrents et par des personnalités politiques nationales.

## Sondages

### Premier tour
| Institut | Date                  | Échantillon | Liste Brun | Liste Piolle | Liste Safar | Liste de Longevialle | Liste Bonzy | Liste Chamussy | Liste d'Ornano | Autres listes |
| -------- | --------------------- | ----------- | ---------- | ------------ | ----------- | -------------------- | ----------- | -------------- | -------------- | ------------- |
| Institut | Date                  | Échantillon |            |              |             |                      |             |                |                |               |
| Ipsos    | 27 et 28 février 2014 | 601         | 1 %        | 26 %         | 34 %        | 5 %                  | 2 %         | 22 %           | 9 %            | 1 %           |
| BVA      | 12 au 15 mars 2014    | 605         | 1 %        | 25 %         | 35 %        | 4 %                  | 4 %         | 20 %           | 10 %           | 1 %           |

### Deuxième tour
| Institut | Date                  | Échantillon | Liste Piolle   | Liste Safar      | Liste Chamussy | Liste d'Ornano |
| -------- | --------------------- | ----------- | -------------- | ---------------- | -------------- | -------------- |
| Institut | Date                  | Échantillon |                |                  |                |                |
| Ipsos    | 27 et 28 février 2014 | 601         | 25 %           | 42 %             | 33 %           | -              |
| Ipsos    | 27 et 28 février 2014 | 601         | -              | 63 % (avec EELV) | 37 %           | -              |
| Ipsos    | 27 et 28 février 2014 | 601         | 61 % (avec PS) | -                | 37 %           | -              |
| BVA      | 12 au 15 mars 2014    | 605         | 23 %           | 42 %             | 27 %           | 8 %            |
| BVA      | 12 au 15 mars 2014    | 605         | -              | 60 % (avec EELV) | 31 %           | 9 %            |
| BVA      | 12 au 15 mars 2014    | 605         | 61 % (avec PS) | -                | 29 %           | 10 %           |
| BVA      | 12 au 15 mars 2014    | 605         | 23 %           | 43 %             | 34 %           | -              |
| BVA      | 12 au 15 mars 2014    | 605         | -              | 62 % (avec EELV) | 38 %           | -              |
| BVA      | 12 au 15 mars 2014    | 605         | 63 % (avec PS) | -                | 37 %           | -              |

## Résultats
- Maire sortant : Michel Destot (PS)
- 59 sièges à pourvoir (population légale 2011 : 157 424 habitants)

| Tête de liste | Tête de liste           | Liste                                                    | Premier tour | Premier tour | Second tour | Second tour | Sièges | Sièges |
| Tête de liste | Tête de liste           | Liste                                                    | Voix         | %            | Voix        | %           | Nombre | %      |
| --- | ----------------------- | -------------------------------------------------------- | ------------ | ------------ | ----------- | ----------- | ------ | ------ |
| | Éric Piolle             | EELV - PG - Les Alternatifs - GA - ADES - Réseau Citoyen | 12 759       | 29,41        | 19 677      | 40,02       | 42     | 71,17  |
| Grenoble une ville pour tous, Le Rassemblement citoyen, de la gauche et des écologistes                                |                         |                                                          | 12 759       | 29,41        | 19 677      | 40,02       | 42     | 71,17  |
| | Jérôme Safar            | PS - PCF - Cap21 - MRC - PRG - GE - GO Citoyenneté       | 10 982       | 25,31        | 13 496      | 27,45       | 8      | 13,56  |
| Aimer grenoble pour vous, Rassemblement de gauche et de progrès                                                        |                         |                                                          | 10 982       | 25,31        | 13 496      | 27,45       | 8      | 13,56  |
| | Matthieu Chamussy       | UMP - UDI - AEI                                          | 9 052        | 20,86        | 11 795      | 23,99       | 7      | 11,86  |
| Croire en grenoble, rassemblement de la droite, du centre et de la societe civile avec le soutien de l'ump et de l'udi |                         |                                                          | 9 052        | 20,86        | 11 795      | 23,99       | 7      | 11,86  |
| | Mireille d'Ornano       | FN                                                       | 5 449        | 12,56        | 4 193       | 8,52        | 2      | 3,39   |
| Grenoble bleu marine                                                                                                   |                         |                                                          | 5 449        | 12,56        | 4 193       | 8,52        | 2      | 3,39   |
| | Philippe de Longevialle | MoDem                                                    | 1 956        | 4,51         |             |             |        |        |
| Imagine grenoble |                         |                                                          | 1 956        | 4,51         |             |             |        |        |
| | Denis Bonzy             | Nous Citoyens                                            | 1 533        | 3,53         |             |             |        |        |
| Nous citoyens |                         |                                                          | 1 533        | 3,53         |             |             |        |        |
| | Lahcen Benmaza          | SE                                                       | 788          | 1,82         |             |             |        |        |
| Grenoble en valeur |                         |                                                          | 788          | 1,82         |             |             |        |        |
| | Catherine Brun          | LO                                                       | 516          | 1,19         |             |             |        |        |
| Lutte ouvriere faire entendre le camp des travailleurs                                                                 |                         |                                                          | 516          | 1,19         |             |             |        |        |
| | Maurice Colliat         | POI                                                      | 350          | 0,81         |             |             |        |        |
| Unite pour la defense des droits ouvriers et des services publics                                                      |                         |                                                          | 350          | 0,81         |             |             |        |        |
| |                         |                                                          |              |              |             |             |        |        |
| Inscrits | Inscrits                | Inscrits                                                 | 84 816       | 100,0        | 84 819      | 100,0       |        |        |
| Abstentions | Abstentions             | Abstentions                                              | 40 369       | 47,60        | 34 730      | 40,95       |        |        |
| Votants | Votants                 | Votants                                                  | 44 447       | 52,40        | 50 089      | 59,05       |        |        |
| Blancs et nuls | Blancs et nuls          | Blancs et nuls                                           | 1 062        | 1,25         | 928         | 1,09        |        |        |
| Exprimés | Exprimés                | Exprimés                                                 | 43 385       | 51,15        | 49 161      | 57,96       |        |        |

La liste menée par Éric Piolle remporte le scrutin en progressant de manière significative entre les deux tours. Au contraire, la liste de Mireille d'Ornano perd des voix entre le premier et le second tour mais sa présence à ce dernier permet au FN de revenir au conseil municipal de Grenoble pour la première fois depuis 1995. La liste d'union UMP - UDI, en troisième position, réalise un moins bon résultat qu'en 2008 et ne parvient pas à devancer la liste de la majorité sortante qui s'effondre par rapport au précédent scrutin.

## Conseil municipal élu

### Groupes politiques
| Nom | Nom                                                   | Effectif | Président(s)                      |
| --- | ----------------------------------------------------- | -------- | --------------------------------- |
|     | Rassemblement citoyen de la gauche et des écologistes | 42       | Laurence Comparat - Claus Habfast |
|     | Rassemblement de gauche et de progrès                 | 8        | Jérôme Safar                      |
|     | UMP - UDI et société civile                           | 7        | Mathieu Chamussy                  |
|     | Front national                                        | 2        | Mirelle d'Ornano                  |

### Liste Grenoble une ville pour tous
| N.º | Nom                      | Affiliation    | Affiliation    | Affiliation | Attribution |
| --- | ------------------------ | -------------- | -------------- | ----------- | --- |
| 1   | Éric Piolle              | EELV           | EELV           |             | Maire |
| 2   | Élisa Martin             | PG             | PG             |             | 1re adjointe au maire, chargée du Parcours éducatif et de la Tranquillité publique                                                         |
| 3   | Hakim Sabri              | SC (ADES)      | SC (ADES)      |             | 2e adjoint au maire, chargé des Finances                                                                                                   |
| 4   | Kheira Capdepon          | SC (RC)        | SC (RC)        |             | 3e adjointe au maire, chargée des Personnes âgées et de la politique intergénérationnelle                                                  |
| 5   | Bernard Macret           | E!             | E!             |             | 4e adjoint au maire, chargé des Solidarités internationales                                                                                |
| 6   | Christine Garnier        | EELV           | EELV           |             | |
| 7   | Sadok Bouzaïene          | PG             | PG             |             | 6e adjoint au maire, chargé du Sport |
| 8   | Laurence Comparat        | EELV (et ADES) | EELV (et ADES) |             | 7e adjointe au maire, chargée de l'Open data et des logiciels libres                                                                       |
| 9   | Pascal Clouaire          | SC (RC)        | SC (RC)        |             | 12e adjoint au maire, chargé de la Démocratie locale, de la Coordination des adjoints de secteur de l'Économie de proximité et de l'Europe |
| 10  | Martine Jullian          | SC (RC)        | SC (RC)        |             | |
| 11  | Olivier Bertrand         | EELV (et ADES) | EELV (et ADES) |             | |
| 12  | Catherine Rakose         | PG             | PG             |             | 17e adjointe au maire, chargée du secteur 6                                                                                                |
| 13  | Vincent Fristot          | EELV (et ADES) | EELV (et ADES) |             | 16e adjoint au maire, chargé de l'Urbanisme, du Logement et de la Transition énergétique                                                   |
| 14  | Lucille Lheureux         | EELV           | EELV           |             | 15e adjointe au maire, chargée des Espaces publics et de la Nature en ville                                                                |
| 15  | Claus Habfast            | SC             | SC             |             | |
| 16  | Suzanne Dathe            | SC             | ADES           |             | |
| 16  | Suzanne Dathe            | SC             | RC             |             | |
| 17  | Alan Confesson           | PG             | PG             |             | |
| 18  | Marie-Madeleine Bouillon | SC (RC)        | SC (RC)        |             | |
| 19  | Yann Mongaburu           | EELV           | EELV           |             | |
| 20  | Mondane Jactat           | SC             | SC             |             | 11e adjointe au maire, chargée de la Santé                                                                                                 |
| 21  | Alain Denoyelle          | SC (RC)        | SC (RC)        |             | 14e adjoint au maire, chargé de l'Action sociale                                                                                           |
| 22  | Corinne Bernard          | EELV           | EELV           |             | 5e adjointe au maire, chargée des Cultures                                                                                                 |
| 23  | Antoine Back             | E!             | E!             |             | |
| 24  | Claire Kirkyacharian     | SC (ADES)      | SC (ADES)      |             | |
| 25  | René de Ceglié           | SC (RC)        | SC (RC)        |             | |
| 26  | Marina Girod de l'Ain    | EELV           | EELV           |             | 9e adjointe au maire, chargée de l'Évaluation et de la prospective                                                                         |
| 27  | Jérôme Soldeville        | PG (et ADES)   | PG (et ADES)   |             | |
| 28  | Maryvonne Boileau        | EELV (et ADES) | EELV (et ADES) |             | |
| 29  | Pierre Meriaux           | EELV           | EELV           |             | |
| 30  | Laëtitia Lemoine         | PG             | PG             |             | 13e adjointe au maire, chargé du secteur 3                                                                                                 |
| 31  | Fabien Malbet            | SC (RC)        | SC (RC)        |             | 18e adjoint au maire, chargé des Écoles |
| 32  | Sonia Yassia             |                |                |             | |
| 33  | Claude Coutaz            |                |                |             | |
| 34  | Anne-Sophie Olmos        | SC (RC)        | SC (RC)        |             | |
| 35  | Emmanuel Carroz          | PG             | PG             |             | 8e adjoint au maire, chargé de l'Égalité des droits et de la Vie associative                                                               |
| 36  | Claudine Patras          |                |                |             | Désistement |
| 37  | Guy Tuscher              | E!             | E!             |             | |
| 38  | Salima Djidel            |                |                |             | |
| 39  | Raphaël Marguet          | SC (RC)        | SC (RC)        |             | |
| 40  | Bernadette Richard-Finot | PG             | PG             |             | |
| 41  | Jacques Wiart            | EELV (et RC)   | EELV (et RC)   |             | 20e adjoint au maire |
| 42  | Maud Tavel               | SC             | SC             |             | 19e adjointe au maire, chargée du Personnel, de l'Administration générale, du Patrimoine, des Marchés publics et de la Questure            |
| 43  | Thierry Chastagner       | EELV           | EELV           |             | 10e adjoint au maire |

### Liste Aimer Grenoble pour vous
| N.º | Nom                | Parti | Parti |
| --- | ------------------ | ----- | ----- |
| 1   | Jérôme Safar       | PS    |       |
| 2   | Jeanne Jordanov    | SC    |       |
| 3   | Georges Burba      | SC    |       |
| 4   | Marie-José Salat   | PS    |       |
| 5   | Paul Bron          | GO    |       |
| 6   | Sarah Boukaala     | PRG   |       |
| 7   | Olivier Noblecourt | PS    |       |
| 8   | Anouche Agobian    | SC    |       |

### Liste Croire en Grenoble
| N.º | Nom                 | Parti | Parti |
| --- | ------------------- | ----- | ----- |
| 1   | Matthieu Chamussy   | UMP   |       |
| 2   | Sylvie Pellat-Finet | UDI   |       |
| 3   | Richard Cazenave    | UMP   |       |
| 4   | Nathalie Beranger   | UMP   |       |
| 5   | Lionel Filippi      | UDI   |       |
| 6   | Bernadette Cadoux   | UMP   |       |
| 7   | Vincent Barbier     | UMP   |       |

### Liste Grenoble Bleu Marine
| N.º | Nom               | Parti | Parti |
| --- | ----------------- | ----- | ----- |
| 1   | Mireille d'Ornano | FN    |       |
| 2   | Alain Breuil      | FN    |       |